# Любименко, Алексей Андреевич
Алексей Андреевич Любименко (19 апреля 1927 год, с. Рыбинское, Ульяновский район, Карагандинская область) — бригадир совхоза имени XX партсъезда Ульяновского района Карагандинской области, Казахская ССР. Герой Социалистического Труда (1981).

## Биография
С 1943 года работал трактористом в МТС. Обслуживал различные колхозы Ульяновского района. С 1961 года — тракторист, бригадир трактористов совхоза имени XX партсъезда Ульяновского района.
Бригада Алексея Любименко добилась больших успехов в трудовой деятельности, досрочно выполнив социалистические обязательства 10-й пятилетки (1976—1980). В 1981 году был удостоен звания Героя Социалистического Труда «за выдающиеся успехи, достигнутые в выполнении планов и социалистических обязательств по продаже государству в 1980 году миллиарда пудов зерна и перевыполнении планов десятой пятилетки по производству и закупкам хлеба и других сельскохозяйственных продуктов».
С 1987 года — механик совхоза имени XX партсъезда Ульяновского района.
В 2015 году проживал в селе Керней (Корнеевка) Бухар-Жырауского района.
Награды
- Герой Социалистического Труда — указом Президиума Верховного Совета СССР 19 февраля 1981 года
- Орден Ленина — трижды
- Орден Трудового Красного Знамени
- Медаль «За доблестный труд в Великой Отечественной войне 1941—1945 гг.»[4]
- Почётный гражданин Бухар-Жырауского района (21.12.2000)[2]